# Szana Antal
Szana Antal, szül. Stein Antal (Szolnok, 1905. augusztus 7. – Voronyezs, 1942) ügyvéd, pártmunkás.

## Élete
Stein Vilmos turányi születésű bankhivatalnok és Baumhorn Irma fia, izraelita vallású. Szülővárosában lett tisztviselő, munkája mellett jogi végzettséget szerzett. Húszéves volt, mikor belépett az MSZDP-be, illetve a Munkásképző Egyletbe, 1929-ben a szociáldemokratáktól elpártolt, és belépett az illegálisan működő Kommunisták Magyarországi Pártjába. Két év múlva pártutasításra a fővárosba költözött fel, egy ügyvédi irodában helyezkedett el, majd 1935-ben ügyvédi diplomát is szerzett. Az 1930-as években számos letartóztatott kommunista pártmunkás védőügyvédje volt, így Sallai Imre, Fürst Sándor, a Sebes-testvérek, vagy akár Békés Glass Imre jogi képviseletét biztosította. Emellett összekötő is volt a KB és a börtönben raboskodó kommunisták között. 1936-ban visszaköltözött szülővárosába, ahol 1941-ben rendőri felügyelet alá került. A következő évben büntetőszázadba sorozták, a Don-kanyarban vesztette életét.

## Emlékezete
2013. július 1-ig utca viselte nevét Szolnokon. Ez ma a Glykais Gyula utca.